# 동방항공배 세계여자바둑선수권
동방항공배 세계여자바둑선수권(중국어: 東方航空杯)은 중국동방항공이 후원한다. 제한 시간은 70분이며, 국제 바둑 대회 사상 처음으로 시간이 지나면 바로 패배하는 타임 아웃제를 채택했다. 우승 상금은 9만 위안(약1천2백만원)이다.

## 역대 우승자
| 회수 | 연도 | 우승             | 전적 | 준우승   |
| ---- | ---- | ---------------- | ---- | -------- |
| 1    | 2000 | 루이나이웨이 9단 | 2-0  | 쉬잉 3단 |